# Thessalia (Provinz)
Thessalia (lateinisch, griechisch Θεσσαλία) war eine Provinz des Römischen Reiches im Nordosten Griechenlands in der heutigen Region Thessalien.

## Geschichte
Der makedonische König Philipp II. erlangte 352 v. Chr. die Kontrolle über die Region des thessalischen Städtebundes. 168 v. Chr. erzwang Rom das Ende des makedonischen Königtums und die Aufteilung des Landes in vier selbstständige Gebiete (Amphipolis, Thessalonike, Pella und Herakleia Lynkestis). Verwaltet wurden sie von jährlich zu wählenden Beamten, denen jeglicher Kontakt untereinander untersagt war.
Der Aufstand des Andriskos, der sich als Sohn des Perseus ausgab, des von den Römern besiegten und gefangen genommenen Makedonenkönigs, brachte die Römer dazu, der makedonischen Selbstständigkeit ein Ende zu bereiten. 146 v. Chr. wurden die makedonischen Gebiete und mit ihnen Thessalia durch Quintus Caecilius Metellus Macedonicus zusammen mit Epirus und Teilen Illyriens als Provinz Macedonia in das Römische Reich eingegliedert, das nun auch im östlichen Mittelmeerraum zur führenden Macht aufgestiegen war. Der erste Prokonsul dieser Provinz war Gnaeus Egnatius. Nach der Zerstörung von Korinth 146 v. Chr. übte der Statthalter von Macedonia auch eine indirekte Herrschaft über Griechenland aus. Die den Peloponnes, Attika und Teile von Epirus umfassende senatorische Provinz Achaea mit der Hauptstadt Korinth wurde erst 27 v. Chr. gebildet. Auch in der Kaiserzeit wurde die Existenz des thessalischen Bundes formell nicht angetastet, der römische Kaiser war zeitweise Stratege des Bundes.
Mit der Reichsreform des Diokletian wurde Thessalia zusammen mit Magnesia als eigene Provinz eingerichtet, die zu einer größeren Verwaltungseinheit, der Dioecesis Moesiae, gehörte.
Bei der Reichsteilung im Jahre 395 fiel die Provinz an das Oströmische Reich, das kulturell und sprachlich griechisch geprägt war.